# Emmanuel Lansyer
Emmanuel Lansyer, né le 19 février 1835 à l'Île de Bouin et mort le 21 octobre 1893 à Paris, est un peintre paysagiste et aquafortiste français.

## Biographie

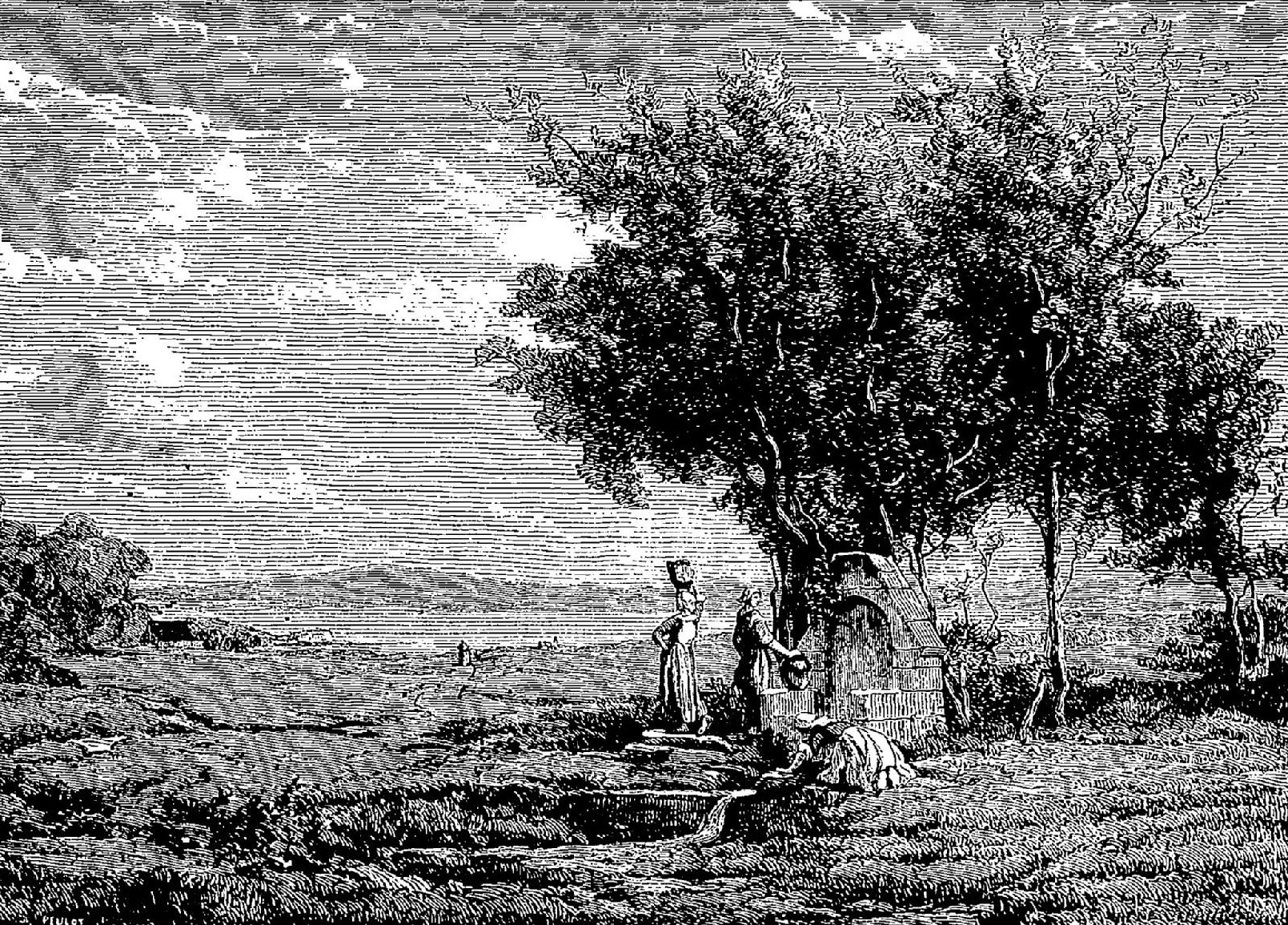
Femmes à la fontaine Saint-Jean, dessin d'après le tableau d'Emmanuel Lansyer, Salon de 1867.

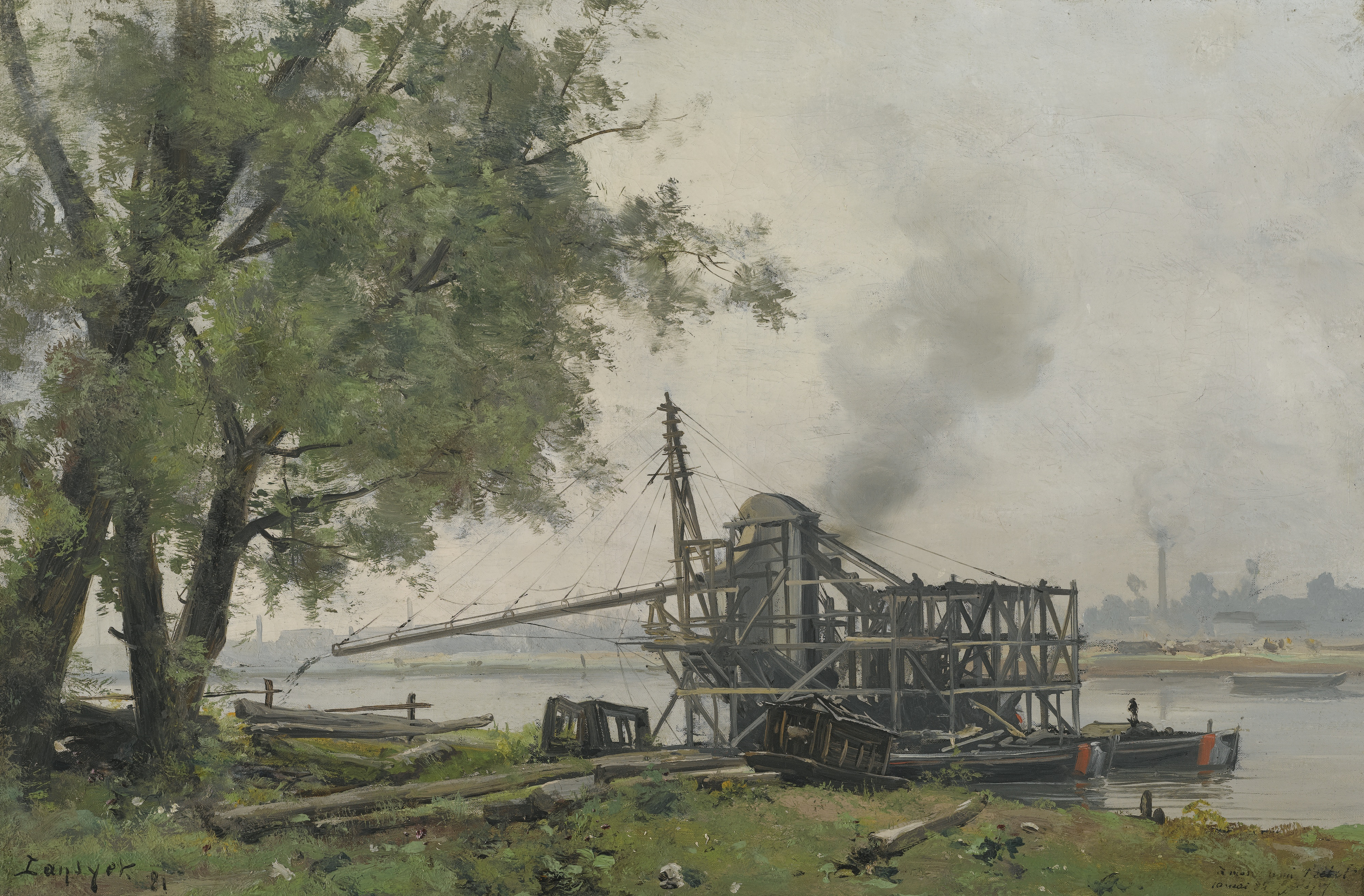
La Seine à Rouen, collection non sourcée.

Emmanuel Lansyer manifeste sa volonté de devenir peintre dès l'adolescence. Face au refus de son père qui le destinait à une carrière de notaire, il consent à suivre des études d'architecture. Il rejoint  d'abord l'atelier de son cousin Alfred Dauvergne (Châteauroux), puis celui d'Eugène Viollet-le-Duc (Paris) en 1857. Parallèlement à cette formation il s'inscrit en 1860 à des cours de dessin classique à l'école impériale. L'année suivante il est accepté au Salon pour la première fois et décide de se consacrer entièrement à la peinture. Il passe quatre mois dans l'atelier de Gustave Courbet  dont il retient l'intérêt pour la représentation du quotidien et du vivant. En 1862, c'est enfin l'atelier d'Henri Harpignies qui l'accueille. Il fréquente aussi plusieurs élèves de l'École de Barbizon, notamment Théodore Rousseau. À partir de ces enseignements variés, Lansyer compose son propre style. Sa technique classique (le dessin demeure prépondérant) cohabite avec sa démarche moderne (la peinture sur le motif). Il voyage régulièrement à la recherche des paysages qui deviendront le support de sa pratique acharnée. Malgré sa préférence indéniable pour la lumière du Nord de la France, il se rend à deux reprises en Italie, à Rome (1869-1870) et à Venise (1892).
Collectionneur aguerri, il acquiert de nombreuses gravures de Piranèse et Canaletto, des objets japonais (estampes, bronzes, textiles...) et des photographies.
En 1868, Philippe Burty lui commande une gravure intitulée La Fontaine, pour le recueil Sonnets et eaux-fortes. Lansyer en produit d'autres, dont des paysages, des vues du château de Pierrefonds, et une traduction de Georges Foucart (1887).
De 1881 à 1891, il est membre du jury du Salon des artistes français, décoré de la Légion d'honneur en 1881, puis reçoit des commandes publiques lors de l'exposition universelle de 1889.
Ami du poète José-Maria de Heredia, qui lui dédicace le sonnet À un peintre dans son recueil Les Trophées, et de Sully Prudhomme, c'est un peintre paysagiste réaliste. Il est considéré comme l'un des meilleurs paysagistes de son temps avec Corot. Son œuvre comprend plus de 1500 toiles dont de nombreux paysages bretons avec des vues de Saint-Malo, de l'Ellé et du Faouët et surtout de Douarnenez où il a séjourné régulièrement durant quatorze années de suite. Il est le précurseur de l'attirance de Douarnenez pour de nombreux artistes de la fin du XIXe siècle.
Son poème Aux amis de Plomarc'h illustre bien son goût pour cette région :
(extrait)

 De Douarnenez au Raz

 De Ste Anne à Crozon

 Avec le Menez-Hom tout rose à l'horizon

 Voulez-vous avec moi refaire le voyage ? 

## Élèves
- Léon Le Goaesbe de Bellée

## Le musée Lansyer

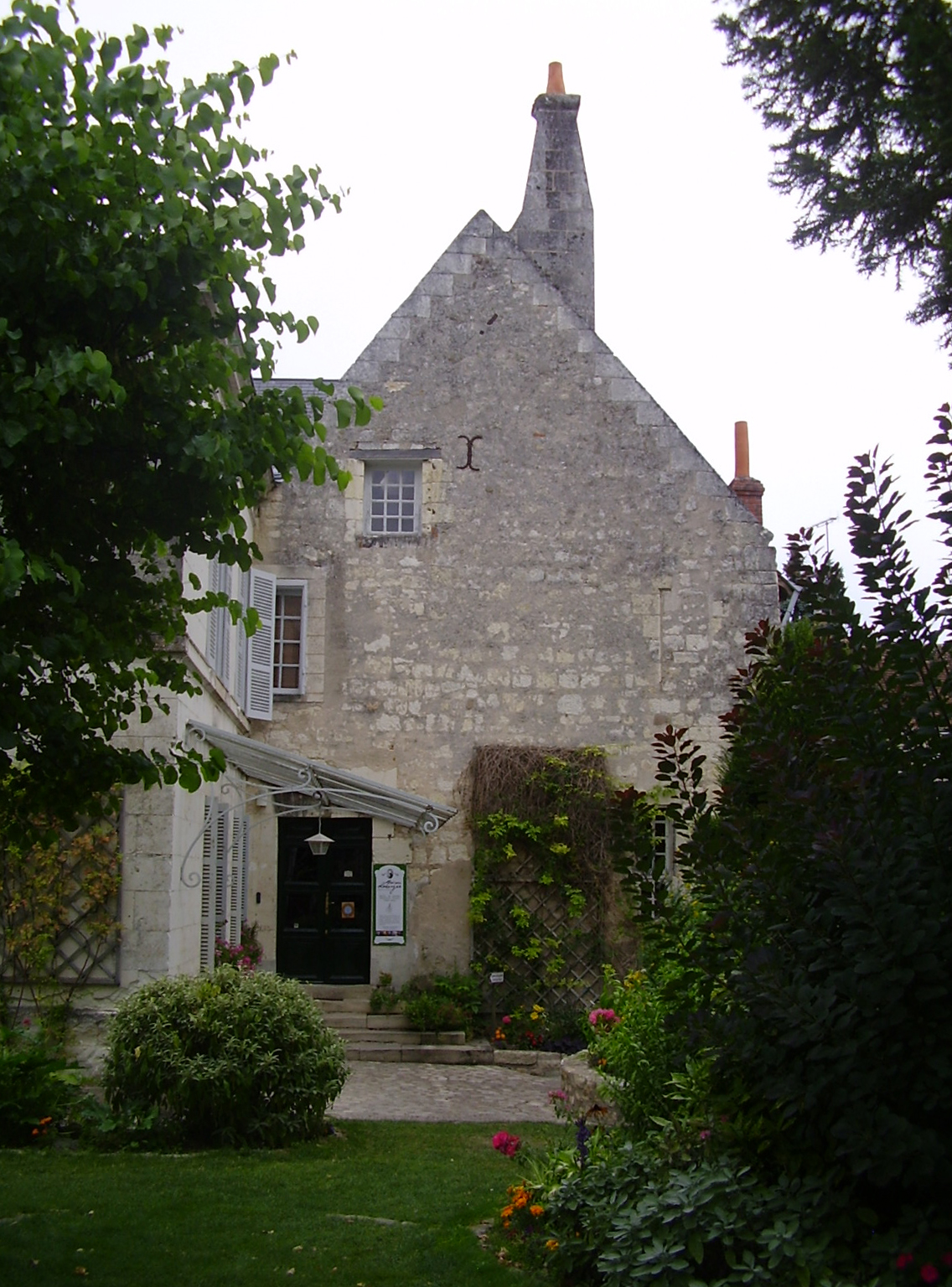
La maison de Lansyer, à Loches, abrite un musée consacré à son œuvre.

Le musée Lansyer, consacré à son œuvre, se trouve à Loches dans une maison bourgeoise que le peintre avait héritée de sa mère et dont l'atmosphère du XIXe siècle a été reconstituée. Dans cette demeure léguée à la ville de Loches, le peintre séjournait fréquemment. Le musée conserve ses œuvres, ainsi que ses collections de gravures, dont une eau-forte de Canaletto , d'objets japonais et chinois, d'estampes japonaises et des esquisses d'Eugène Delacroix.

## Œuvres dans les collections publiques

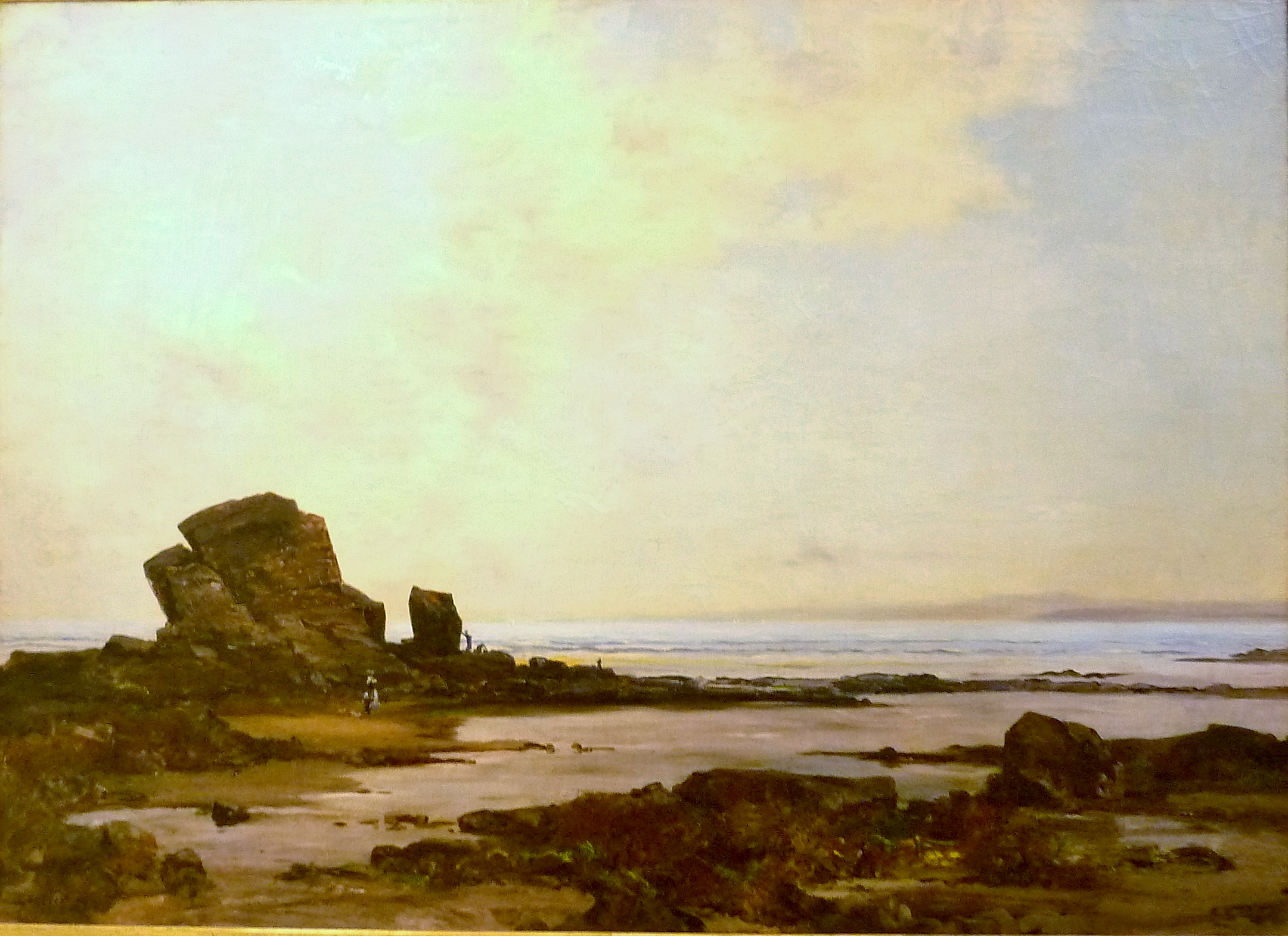
La baie de Douarnenez à marée basse (1879, musée des beaux-arts de Quimper)

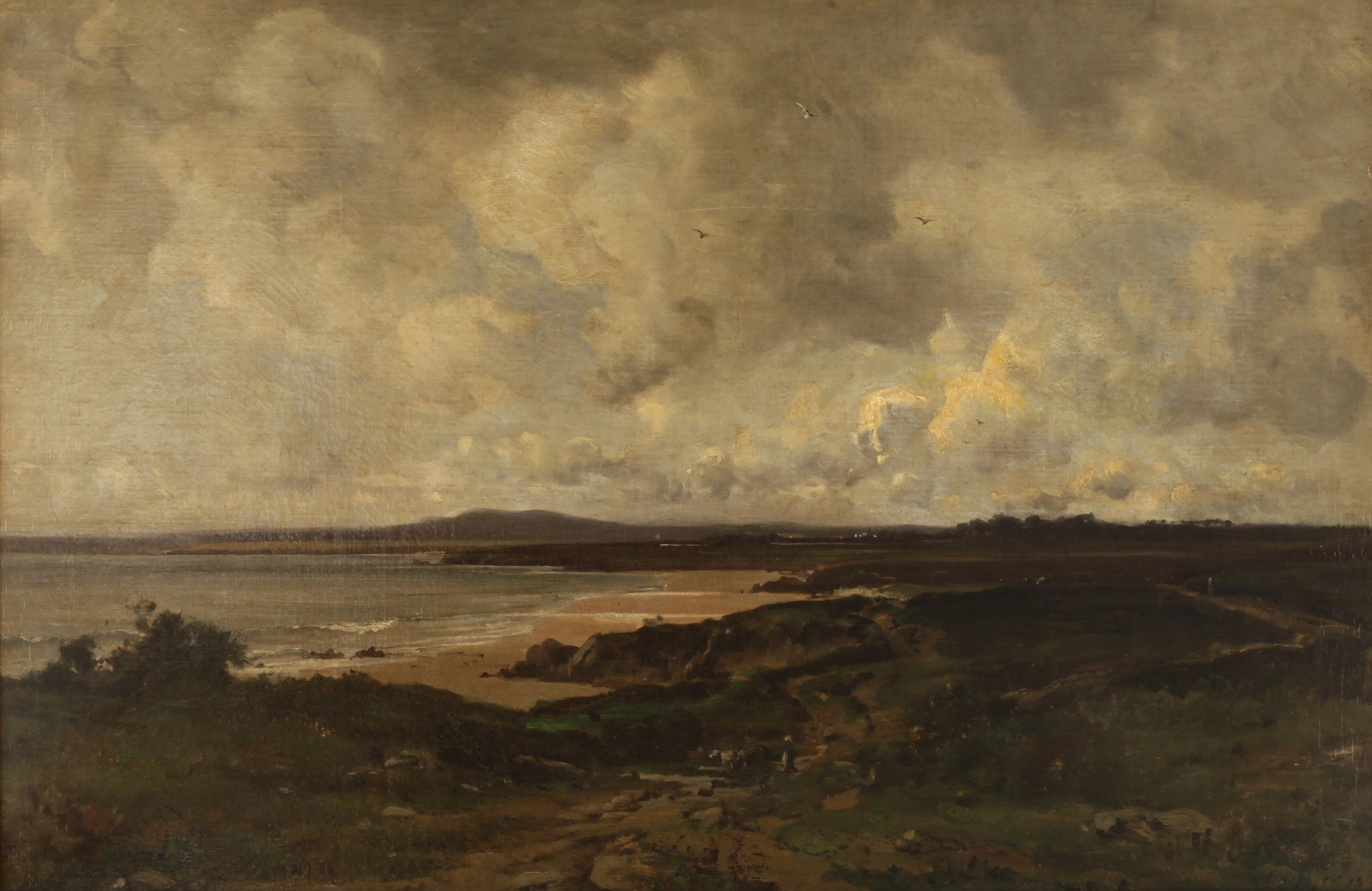
Paisaje (Orilla del mar) - Emmanuel Lansyer

Emmanuel Lansyer est l'auteur de plus de 1500 toiles.
- Paris, Musée Carnavalet : Cour de la vieille Sorbonne, 1886[8]
- Musée des beaux-arts de Quimper :
  - Le cloître du Mont-Saint-Michel, 1881
  - La baie de Douarnenez à marée basse (1879)
- Palais de la Légion d'honneur à Paris.
  - Le palais de la Légion d'honneur vu du quai , panneau, s.d.
- Musée Lansyer de Loches :
  - Tréboul, moulin du figuier, 1865, huile sur toile[9]
  - Femmes à la fontaine Saint-Jean, 1867, huile sur toile
  - Le Port-Rhu (à Douarnenez), 1867
  - La promenade en automne, 1869, huile sur toile
  - Bac à Douarnenez, 1869, musée Lansyer de Loches
  - Marais salant sur la route de Bouin à Machecoul, 1875, huile sur toile[10]
  - Baie de Douarnenez, 1876, musée Lansyer de Loches
  - Pleine mer au Roc près du Cap Lilou (mer très grosse et tempétueuse), 1878, huile sur toile[11]
  - Avant le bain, entrée de la grotte, 1879, huile sur toile[12]
  - Crépuscule du matin, grèves du Mont Saint-Michel au pied de la Tour du Nord, 1881, huile sur toile[13]
  - Château de Loches, vu près des fossés, 1882
  - Maison de mon oncle Pescherard, 1882, huile sur toile
  - Le lavoir de Coataner à Douarnenez, 1883, huile sur toile[14]
  - Cotre et chasse-marée échoués sur la plage près Tréboul, vendredi soir 18 juillet, 1884, huile sur toile
  - Le bastion des ormes, intérieur du château de Clisson, 1884, huile sur toile
  - Loches, vue prise de la terrasse de la sous-préfecture avec la tour Saint-Antoine au fond et la façade Louis XII à gauche, 1889, huile sur toile
  - Tour ronde du château de Maintenon (Eure-et-Loir) à l’angle du parterre et de la pièce d’eau, 1889, huile sur toile[15]
  - Grève à marée basse, en regardant vers Avranches, 1889, huile sur toile[16]
  - Le château de Loches et la porte des Cordeliers, vue prise de la filature, 1891, huile sur toile
  - Le canal de Beaulieu, vu du pont sur la route de Loches à Beaulieu, 1891, huile sur toile
  - Marée basse, bateaux échoués sur la plage à Berck-sur-Mer, 1891, huile sur toile
  - Menton, La Lodola, le soir, 1892, huile sur toile[17]
  - Oliviers du vallonnet au bord de la route, près de Menton (1893, huile sur toile
  - L'Institut, vue prise du pied de la bibliothèque Mazarine, 1897, huile sur toile

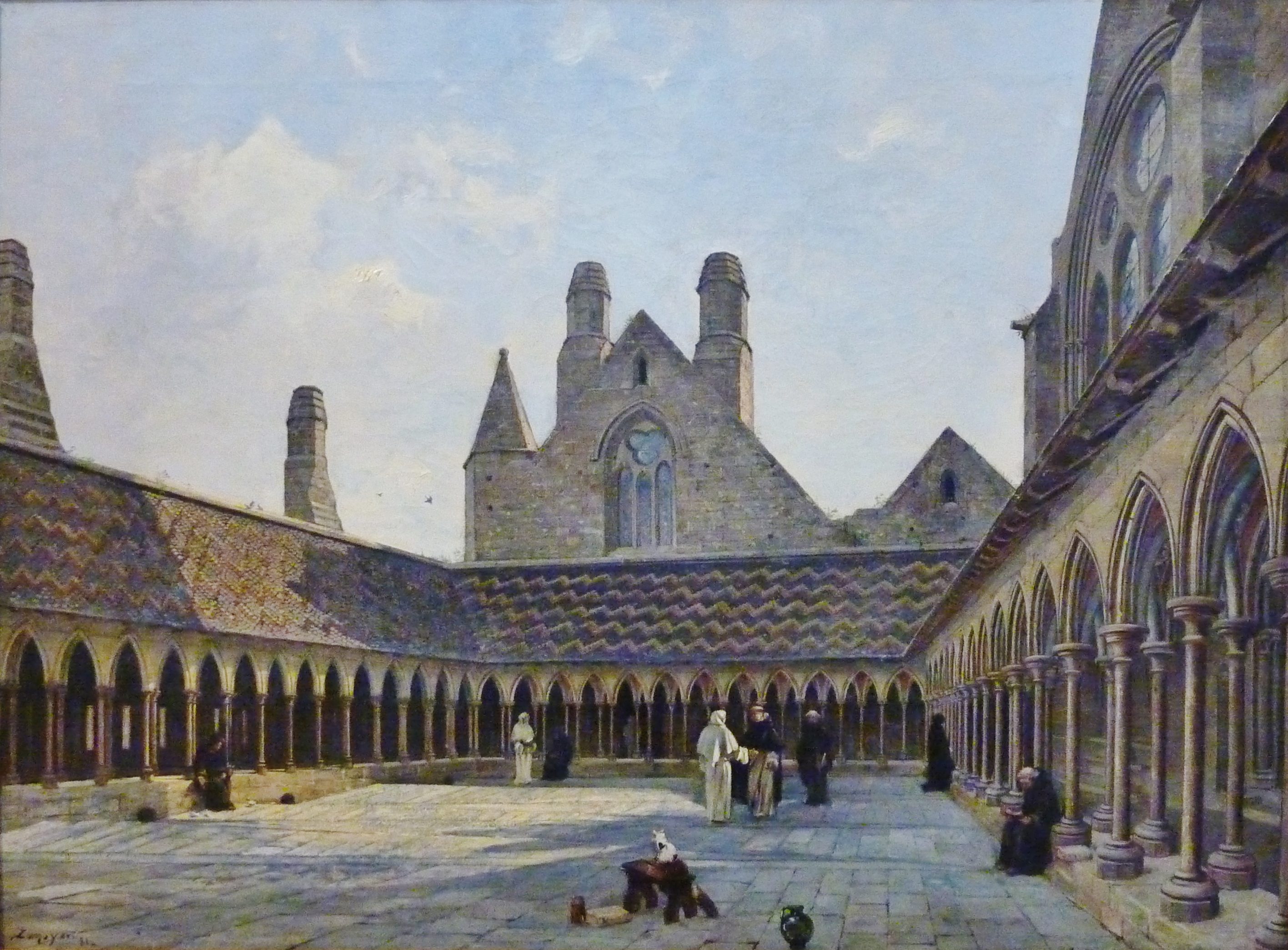
Emmanuel Lansyer : Le cloître du Mont-Saint-Michel (1878, musée des beaux-arts de Quimper)

## Expositions
- Une exposition consacrée à Emmanuel Lansyer s'est tenue du 24 juin au 10 août 2013 dans le cadre du 11e Salon de peinture Douarnenez[18],[19].
- «Courbet s'invite chez Lansyer » au musée Lansyer de Loches, du 4 juin au 2 novembre 2016[20].
- « Lansyer, Canaletto & Piranèse : images d'Italie » au musée Lansyer de Loches, du 1er mai au 11 novembre 2019, prolongée du 20 juin au 1er novembre 2020[21].